# Dasybasis albotibialis
Dasybasis albotibialis är en tvåvingeart som först beskrevs av Krober 1931.  Dasybasis albotibialis ingår i släktet Dasybasis och familjen bromsar. Inga underarter finns listade i Catalogue of Life.